# Culicoides navaiae
Culicoides navaiae är en tvåvingeart som beskrevs av Lane 1983. Culicoides navaiae ingår i släktet Culicoides och familjen svidknott.
Artens utbredningsområde är Saudiarabien. Inga underarter finns listade i Catalogue of Life.